# Iván IV de Rusia
Iván IV Vasílievich (en ruso: Иван IV Васильевич), llamado Iván el Terrible (en ruso: Иван Грозный) (Kolómenskoye, 25 de agosto de 1530-Moscú, 18 de marzo de 1584), fue un gran príncipe de Moscú y de toda Rusia (desde 1533), primer monarca ruso en adoptar el título de zar (desde 1547). Es considerado como uno de los creadores del Estado de la Rusia contemporánea.
Sus mayores aportes a su país fueron la conquista del Kanato de Siberia y la conquista de Siberia llevada a cabo por Yermak Timoféyevich, la creación de un nuevo código legal, el Sudébnik, la centralización del poder en la capital, la creación del Zemski Sobor y la Opríchnina, la conquista de los janatos tártaros de Kazán y Astracán y grandes reformas internas, como la reforma del ejército y la revisión del código legal. Se casó al menos siete veces, pero su matrimonio más importante fue el primero, con Anastasia Románovna Zajárina, en 1547. Su reinado duró casi cuarenta años, el más largo de los zares rusos. En español también se lo conocía como Juan IV de Rusia.
Las fuentes contemporáneas presentan relatos dispares de la compleja personalidad de Iván. Fue descrito como inteligente y devoto, pero también propenso a la paranoia, la rabia y brotes episódicos de inestabilidad mental que aumentaron con la edad. En lo que parece haber sido un ataque de ira, asesinó a su hijo mayor y heredero, el zarévich Iván Ivánovich, cosa de la que más tarde se arrepentiría y que agravaría aún más su estado mental. Esto dejó a su hijo menor, el políticamente ineficaz Teodoro Ivánovich, como heredero del trono, un hombre cuyo gobierno y posterior muerte sin hijos condujo al final de la dinastía Ruríkida y el comienzo del Período tumultuoso, que a la postre llevaría al establecimiento de la dinastía Románov.

## Primeros años
Iván era nieto del gran duque Iván Vasílievich III el Grande e hijo de Basilio III de Moscú y su segunda esposa Elena Vasílievna Glínskaya, quien era de linaje varego de Riúrik y tártaro razón por la cual Iván era un descendiente directo del gobernante mongol Mamái, como del príncipe lituano Vasili Lvóvich Glinski y de la princesa serbia Ana Jakšić. Iván tenía ascendencia griega debido a que su padre Basilio III era hijo de la princesa bizantina Sofía Paleólogo de la Dinastía Paleólogo.
Cuando tenía tres años y tras la muerte de su padre, Iván fue coronado gran príncipe de Moscú. Sin embargo, el reino fue administrado por su madre, que cinco años después fue envenenada por clanes boyardos que se disputaban el poder.
Fue sometido a las humillaciones de las familias de los boyardos, Shuiski y Belski, lo que ensombreció su carácter. Fue recluido en el palacio del Kremlin de Moscú, viviendo casi como un mendigo. Este hecho generó en Iván un gran odio hacia los boyardos y tuvo, como consecuencia, las constantes persecuciones y matanzas que posteriormente organizó contra estos clanes. En estos primeros años Iván sufrió desvaríos mentales irreversibles.
Su hermano Yuri, dos años menor que él, era disminuido psíquico, pero Iván le tuvo gran afecto; murió en 1563. 
Con 13 años empezaron a respetarlo y ordenó a un grupo de leales suyos que capturaran al kniaz Andréi Shuiski, para arrojarlo a una jauría, que lo despedazó. Con 16 años ya destacaba en escritura y fue un ávido lector, además de ser un joven corpulento y musculoso. Estudió retórica de mano del obispo Macario de Moscú. Durante esta época ya era profundamente religioso.
Para que se lo respetara como zar, Macario determinó que Iván procedía (según un árbol genealógico) del linaje de los primeros césares romanos.

## Zarato moscovita
Este gobierno puede dividirse en dos períodos, marcados por los cambios producidos en Iván tras la muerte de su esposa Anastasia Románovna en 1560.

### Gobierno anterior a 1560

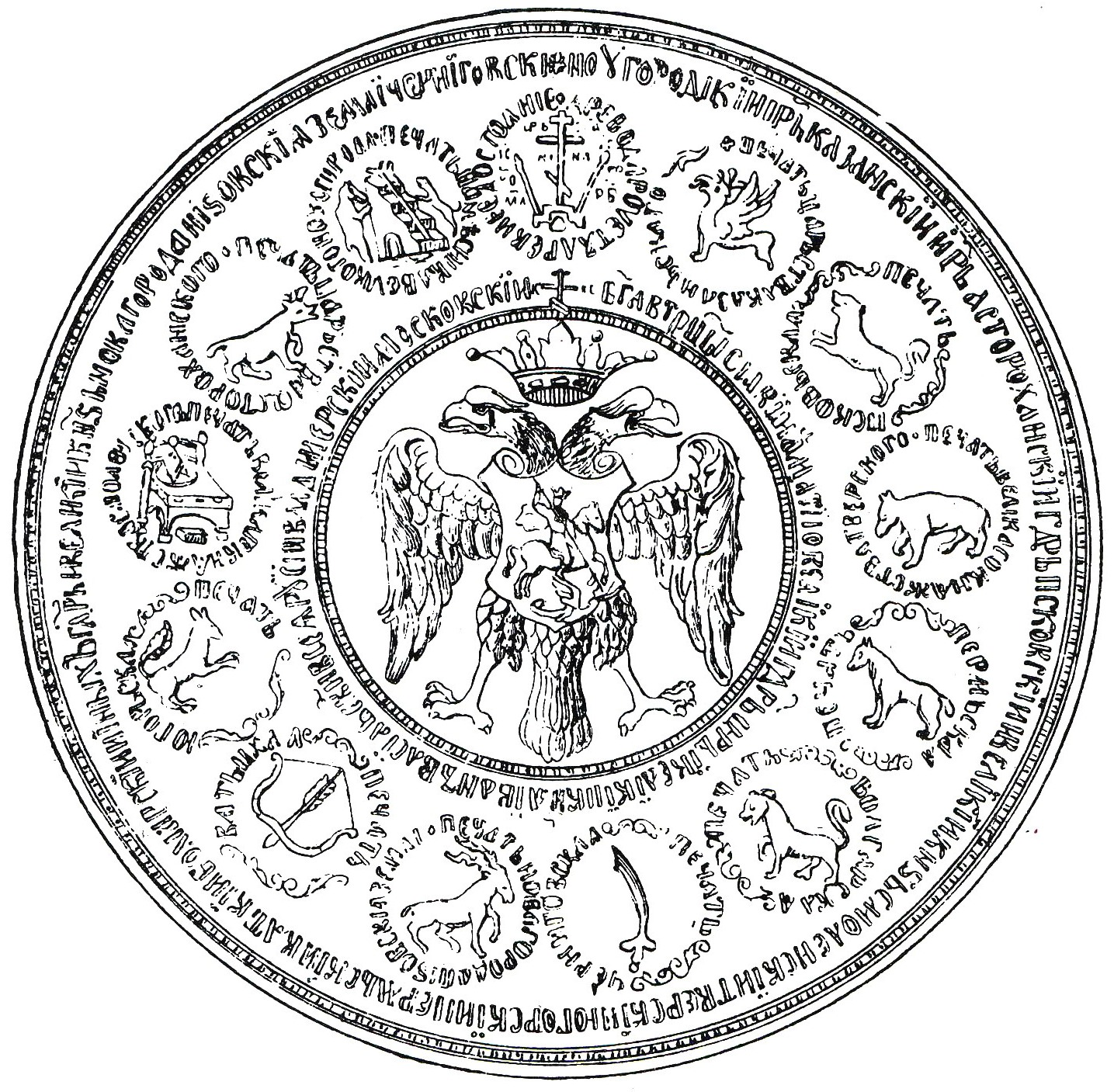
Sello de Iván IV el Terrible.

Después de una gira junto con Macario por monasterios e iglesias de Rusia fue nombrado zar y príncipe de toda Rusia en la catedral de la Dormición de Moscú. En 1547, se casó con Anastasia Románovna Zajárina y su gobierno se vio muy influido por esta.
Sus funciones pasaron a manos de los hermanos Yuri y Mijaíl Glinski, tíos maternos suyos, los cuales extendieron la corrupción y los abusos por todo Zarato moscovita. Las injusticias alcanzaron cuotas increíbles, como se describe en esta crónica: "En su perfidia y sus prácticas diabólicas, incluso exhuman a los cadáveres recién enterrados y los arrastran, mutilados y ensangrentados con venablos de cazar jabalíes, hasta las casas de ciudadanos honrados, a los que unos informadores pagados acusan entonces de homicidio".
A finales de este año hubo varios incendios que destruyeron distritos enteros de Moscú, muriendo miles de personas. El pueblo acusaba a los Glinski de aquello, con lo que Iván tuvo que desterrar a sus tíos. Yuri fue linchado por el gentío mientras se refugiaba y Mijaíl huyó. Iván reconstruyó Moscú. Poco después organizó un consejo de elección, compuesto por mercaderes y la pequeña nobleza, para reducir el poder de los boyardos. Creó el primer ejército permanente de 3000 streltsí o mosqueteros. 
Este período también se caracterizó por su gran reforma interna y su expansión territorial. Durante su gobierno impulsó las artes y las letras, además de introducir la imprenta en Rusia. En el mismo año creó la Rada, un organismo gubernamental que desempeñó el papel de consejo real, compuesto por el sacerdote Silvestre, Macario, su preceptor, y su secretario Alekséi Adáshev. En 1549, realizó el primer Zemski Sobor, una reunión de los representantes de los principados rusos y comenzó una revisión del código legal. Una gran aportación fue el Sudébnik, creado en 1550, el cual es una recopilación de todos los decretos emitidos por el gobierno hasta esa época.
El Sudébnik y los diplomas reales (Ustavnýie grámoty) extendieron la participación de los representantes electivos campesinos al procedimiento judicial y la gestión local. En 1551, convocó un concilio para crear una iglesia afín a sus propósitos. Después de la llegada del navegante inglés Richard Chancellor y de varios navegantes ingleses a Moscú en 1553, estableció vínculos comerciales con Inglaterra. Incluso, más tarde pretendió casarse con la reina Isabel I, quien desechó la idea.

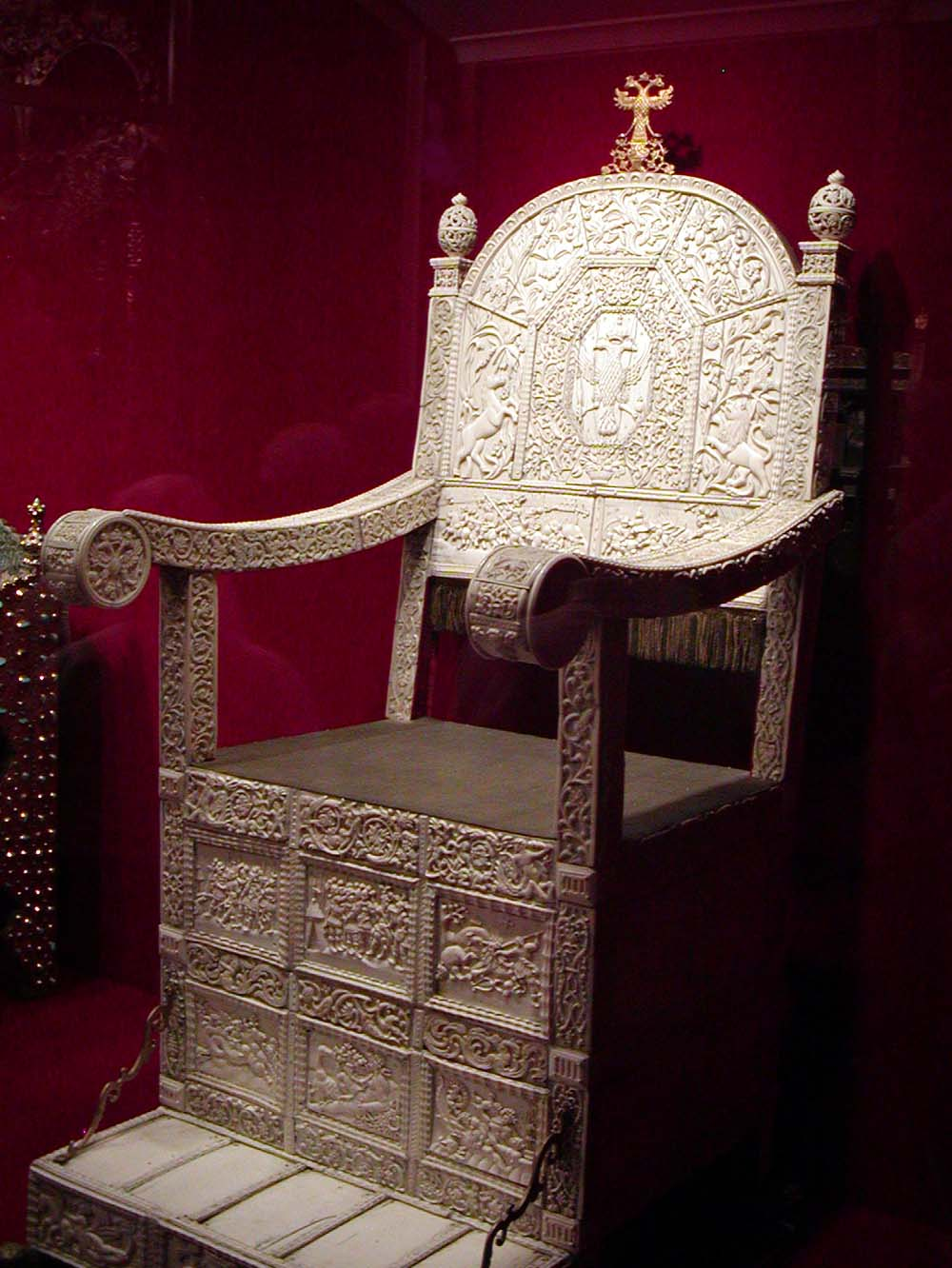
Trono de marfil de Iván el Terrible.

Una de sus más grandes campañas militares fue la conquista de los kanatos tártaros (habitados por tártaros, chuvashes, maríes, mordvinos y udmurtos) de Kazán (1552) y Astracán (1556) para controlar la totalidad del curso del río Volga y acabar con la dominación tártara de más de 300 años. Se añadió un territorio de un millón de kilómetros cuadrados a los dominios de Moscú, que Iván quería convertir en la sucesora de Constantinopla. Lo consiguió con 100 000 hombres, divididos en caballería, artillería y mercenarios cosacos.
Tras el asedio de Kazán no dejó a nadie de la ciudad con vida. Colocó la primera piedra de la catedral y sustituyó la población musulmana por colonos rusos, además de convertir las mezquitas en iglesias ortodoxas, acciones que se repetirían en los demás kanatos conquistados. En las batallas nunca estaba presente. Dirigió la disposición de las subdivisiones militares, contorneó varias veces la fortaleza tártara y se encontró con la subdivisión cerca de los muros de la fortaleza.  La anexión de los kanatos del Volga puso fin a las devastadoras invasiones de la caballería tártara en las regiones orientales de Rusia. Dificultó la migración de las hordas agresivas nómadas de Asia a Europa y abrió las vías para la migración rusa a Siberia. Tras estos hechos fue designado por el Patriarca de Constantinopla como «zar y soberano ortodoxo de toda la comunidad cristiana desde el este al oeste, hasta el océano», mientras que el Patriarca de Alejandría lo comparó con Alejandro Magno. Las conquistas de Iván IV fueron celebradas en canciones y baladas. Durante esta época nació su primer hijo, Dmitri, quien murió al poco de nacer. Para conmemorar la conquista de Kazán el zar mandó a construir la Catedral de San Basilio.
En 1547, Hans Schlitte, el agente de Iván IV, contrató artesanos alemanes para trabajar en Rusia. Sin embargo, todos ellos fueron detenidos en Lübeck a petición de Polonia y Livonia. Livonia obstaculizó el comercio ruso con los países de Europa Occidental, y así Rusia se vio aislada de las rutas comerciales marítimas.

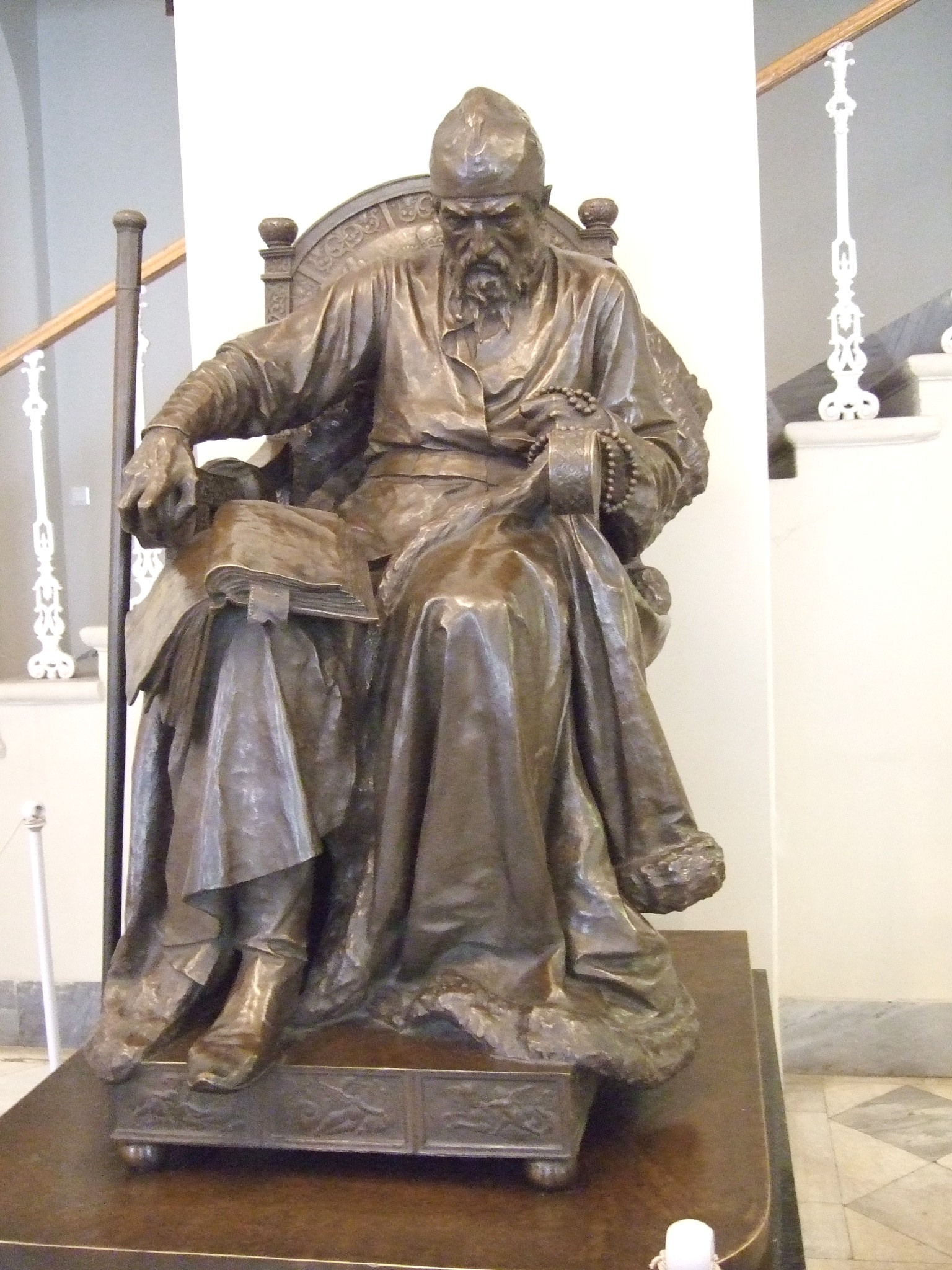
Iván el Terrible. Escultura de Mark Antokolski (1871). Museo Estatal Ruso

El zar comenzó la guerra con Livonia (actuales Estonia y Letonia), una Mancomunidad Polaca-Lituana en 1558, para conseguir una salida al mar Báltico. Este territorio estaba defendido por los Hermanos Livonios de la Espada. La conquista proporcionó a Rusia el puerto de Narva, abriendo comercio con los países del norte. Pese a la victoria, Polonia, Lituania y Suecia atacaron a Rusia, sintiéndose amenazados de su poder, prolongándose la guerra hasta 1583.
En 1560, murió su esposa Anastasia Románovna e Iván IV se volvió un gobernante psicópata, fanático religioso y autoritario. Este dramático cambio en la personalidad de Iván vino dado no solo por la muerte de Anastasia, sino también por una enfermedad que estuvo a punto de causarle la muerte en 1553. Durante esta época, Iván pidió a los boyardos que hicieran una alianza con su hijo mayor para que este gobernara a su muerte, a la cual los boyardos se negaron, planeando un futuro zar en la figura de su primo Vladímir de Stáritsa. El zar se recuperó y añadió más desconfianza si cabía hacia los boyardos por el hecho anterior, ya que cuando su esposa murió en 1560, creyó que había sido envenenada por estos. El resultado de estas conspiraciones (que se confirmaron, al hallar los forenses plomo y mercurio en sus huesos) fueron brutales represalias, con asesinatos de boyardos y de partidarios de estos, como el príncipe Aleksandr Gorbaty-Shuiski, general conquistador del Kanato de Kazán. Iván tenía entonces treinta y tres años.

### Gobierno posterior a 1560

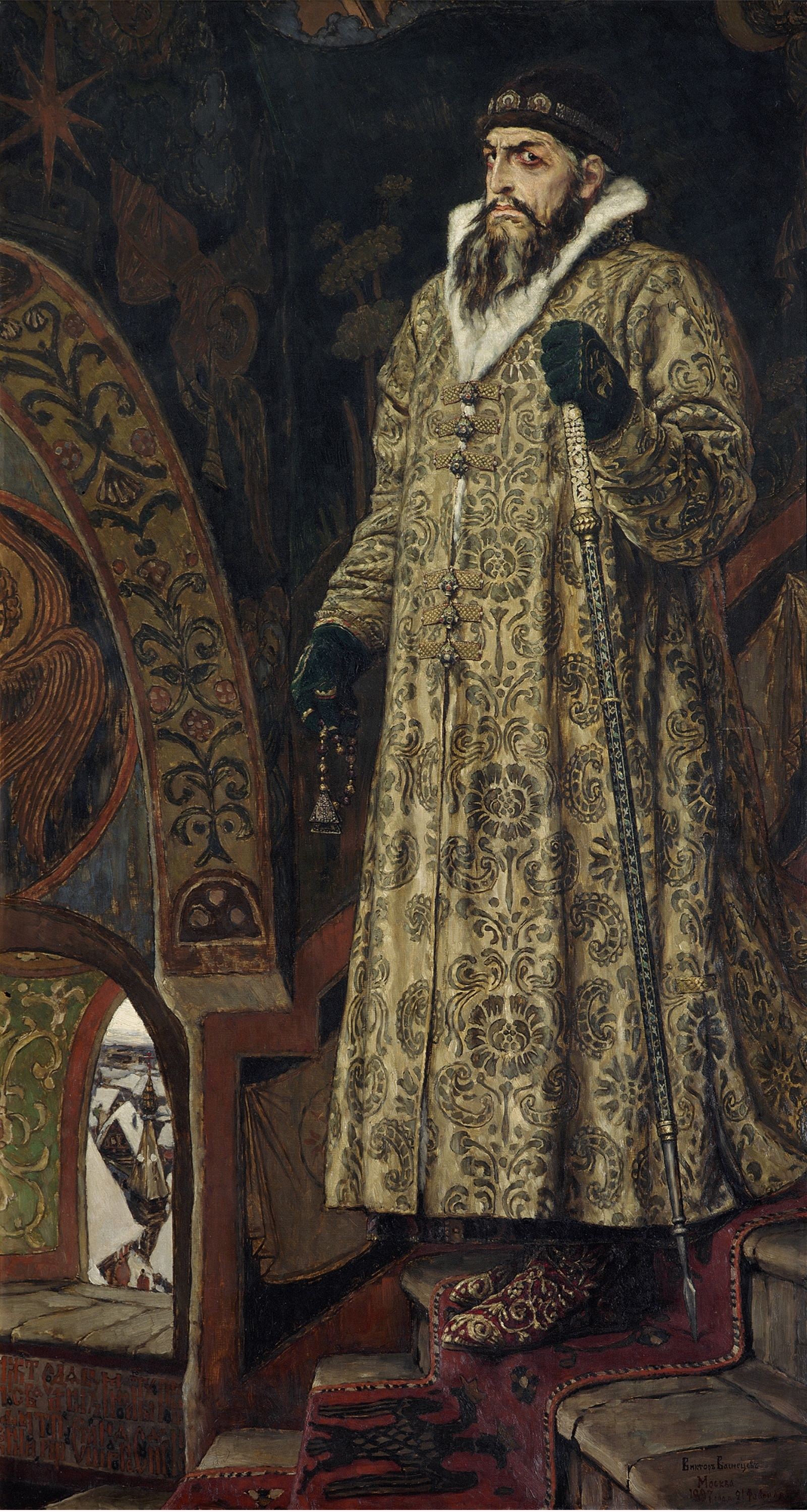
El zar Iván el Terrible, por Víktor Vasnetsov. Galería Tretiakov

Tras la muerte de su esposa, Iván se transformó en un zar autoritario y psicópata, del cual se dice que durante las noches sus gritos sonaban por todo el Kremlin de Moscú. Pasaba de la euforia a la depresión más absoluta. Además, poco después murió el metropolitano Macario, lo que le produjo más pesar. El sucesor del metropolitano Macario, Afanasio, no tenía la misma afinidad con el zar y ello dio lugar a unas difíciles relaciones entre ambos.
Afanasio convocó una reunión de nobles que se dirigió al palacio del zar para reprocharle su gobierno y pedirle que abdicara. Para sorpresa de todos, Iván salió apesadumbrado de aquella reunión y dijo que abdicaría en favor de sus hijos y marcharía al exilio. Pero todo fue una farsa del zar, ya que solo se marchó a 100 km de Moscú, en el refugio de Aleksándrovskaya Slobodá.
Desde allí mandó tres cartas, una al nuevo metropolitano, Afanasio, otra a los nobles y otra al pueblo, en las que acusaba a las instituciones religiosas y administrativas de corrupción, traición y robo. Estas cartas se leyeron en todas las plazas públicas de las ciudades, creando un ambiente de crispación y sublevación entre el pueblo. Ante el temor de una guerra civil, Afanasio decidió pedir perdón a Iván y solicitarle su regreso, con lo que la posición del zar salió reforzada.
Trasladó su corte a su refugio de Aleksándrovskaya Slobodá, en donde se dedicaba gran parte del día a rezar. La restricción del tránsito de los campesinos a otro dueño únicamente al día de San Jorge tiene relación a lo que sucedería en 1597 con el zar Borís Godunov, quien establecería la servidumbre en Rusia, impidiendo a los campesinos cambiar de dueño, inclusive el día de San Jorge.
Después de la traición del príncipe Andréi Kurbski (el comandante del ejército occidental), creó la Opríchnina, su guardia personal y policía estatal, a la cual dio un uso represivo y de acción militar. Los opríchnik fueron reclutados de la pequeña nobleza de regiones nororientales de Rusia, donde escaseaban los grandes terratenientes (boyardos).
Estas regiones tuvieron administraciones separadas y se llamaron Opríchnina. Con esta guardia ejecutó a muchos boyardos y miembros del clero entre 1564 y 1572, e impidió que se formara un régimen feudal en Rusia. Uno de los jefes más odiados de la Opríchnina fue Maliuta Skurátov.
Muchos historiadores consideran el sistema de la Opríchnina como un instrumento para la destrucción de los privilegios de la poderosa aristocracia hereditaria y para la ampliación de un estado centralizado que se encuentra en condiciones de guerra constante. El uso arbitrario y sanguinario de los opríchnik contra los boyardos y el pueblo causó miles de víctimas durante ocho años. A partir de entonces, comenzó a conocérselo como «El Terrible». Por esta época castigó con la pena de muerte a un príncipe tras acusarlo de haber participado en una orgía homosexual.
En 1570, con ayuda de los opríchnik, atacó la ciudad de Nóvgorod, creyendo que se iba a sublevar contra él, acusándola de alta traición por una supuesta alianza con Lituania. Con un ejército de quince mil hombres, perpetró la masacre de Nóvgorod, torturando, decapitando y empalando a muchos de los habitantes (entre 27 000 y 60 000 conforme a los mensajes no imparciales del clero local). Muchos investigadores modernos estiman el número de víctimas entre dos y tres mil.
Después de malas cosechas, hambre y la epidemia de peste de los años 1567, 1568 y 1569, la población de Nóvgorod se redujo a 10 000-20 000 habitantes. Algo parecido mandó hacer contra la ciudad de Pskov.
El Kanato de Crimea arruinó constantemente las tierras fronterizas del Zarato moscovita. En 1571, los tártaros de Crimea, liderados por Devlet I Giray, quemaron los alrededores de Moscú (véase también Invasiones de tártaros en Rusia en el siglo XVI), matando a más de 60 000 defensores y provocando más de un millón de víctimas más a causa de incendios y hambrunas posteriores. Los tártaros capturaron a más de 100 000 esclavos. El zar Iván visitó Inglaterra. Iván se refugió en Inglaterra durante la invasión tártara, en donde incluso llegó a pedir matrimonio a la reina Isabel I, pero esta lo rechazó. Cuando las matanzas tártaras se tranquilizaron, Iván volvió a Rusia para preparar un ejército que acabaría con los invasores del Kanato de Crimea en la batalla de Molodi, alejándolos de allí.

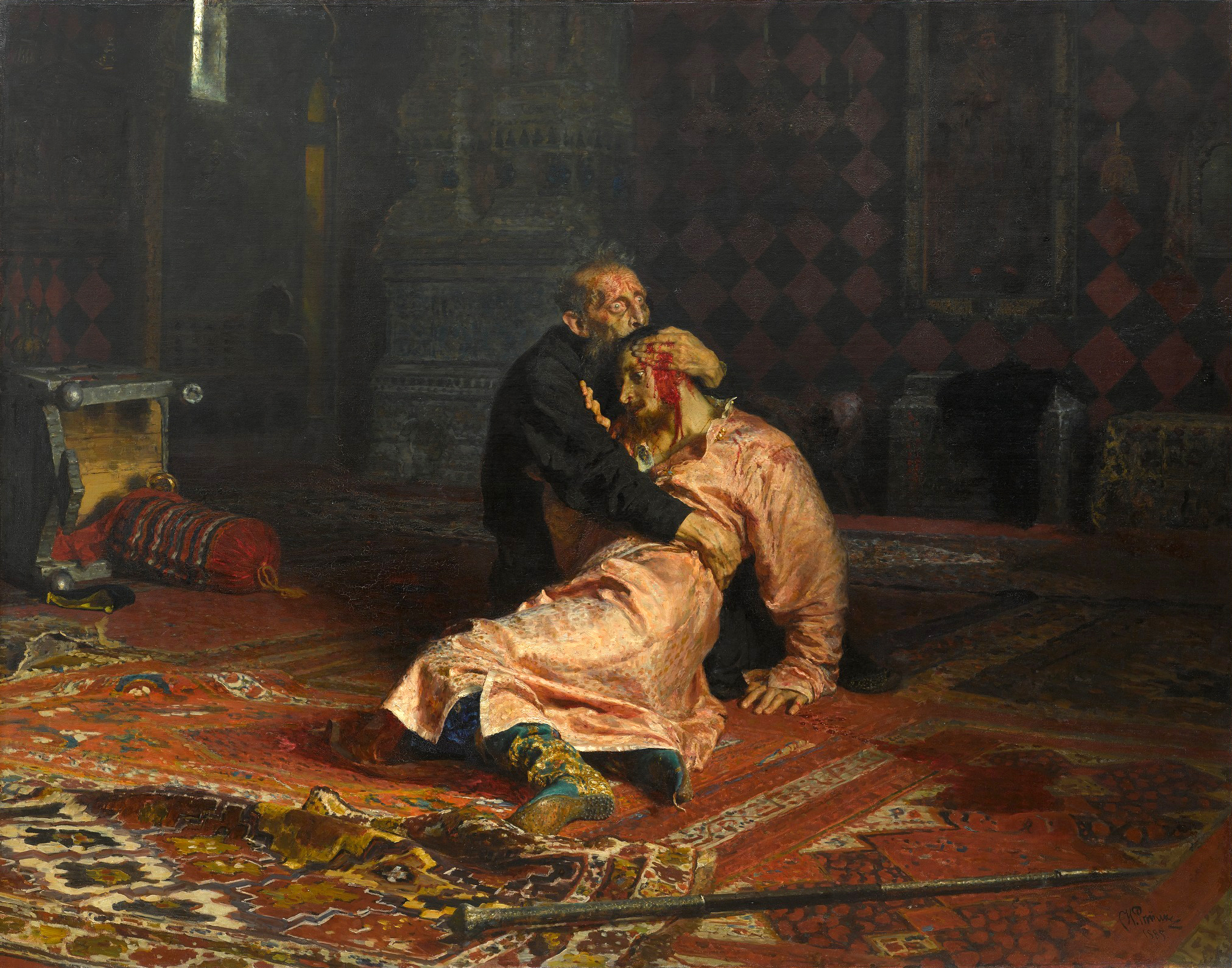
Iván el Terrible mató a su hijo mayor Iván probablemente en un arrebato de cólera. Lienzo de Iliá Repin. Galería Tretiakov

Tras la muerte del último rey de la dinastía Jagellón de Polonia-Lituania, Segismundo II Augusto Jagellón, se postuló para el cargo, desde entonces electivo. Parte de la baja nobleza, hastiada del dominio de la alta en la política nacional, lo apoyó al comienzo, pero luego prefirió para el puesto a su hijo Teodoro. Disgustado, Iván exigió entonces que se le devolviese Kieve, que el trono polaco-lituano volviese a ser hereditario y que un obispo ortodoxo lo coronase en Cracovia; finalmente, perdió la elección.
En sus últimos años, los ejércitos polaco y sueco devastaron las regiones occidentales y del norte del Zarato moscovita y conquistaron algunas ciudades rusas (Pólotsk, Vélizh, Sókol, Velíkiye Luki y Narva), destruyendo sus guarniciones y atacando a sus habitantes.
Ya en sus últimos años, dio rienda suelta a sus perversiones. Según los escritores no imparciales polacos, se jactaba de haber desflorado a más de mil vírgenes y posteriormente haber asesinado a los hijos resultantes, mostrando así su perturbación. Ciertos historiadores modernos piensan que esto es una leyenda negra creada por la propaganda polaca. Sin embargo, existe una base real en las elecciones de las novias del zar, para las que muchas muchachas notables llegaron a la capital. En un acceso de cólera, el 16 de noviembre de 1581, golpeó mortalmente con su bastón a su hijo mayor, el zarévich Iván, su preferido.
Lloró amargamente su muerte y tuvo remordimientos hasta sus últimos días, provocando que se tirara del pelo y de la barba o arañara las paredes. En estos ataques dijo frases como:

Desde los tiempos de Adán hasta este día, he sobrepasado a todos los pecadores. Bestial y corrompido he ensuciado mi alma.

Mató, además, a varios de sus enemigos y amigos, lo que hizo que Iván agravara su perturbación mental. En esta locura final llegó a refugiarse en creencias paganas y brujeriles. Los ataques psicóticos sufridos por el zar podrían, según los expertos, corresponder al resultado del tratamiento de la sífilis con mercurio; este tratamiento era común en la época, y provocaba daños cerebrales que derivaban en cambios constantes de humor y ataques eufóricos y coléricos, con tintes psicóticos.
Muchos historiadores piensan que Iván fue envenenado por los boyardos, como su madre Elena Glínskaya (sus restos muestran también una elevada cantidad de mercurio), pero hay referencias indicando que Iván periódicamente tomaba pequeñas cantidades de mercurio contra su sífilis.
Hacia el final de su vida (1581-1583) conquistó el Kanato de Siberia, que dio nombre al actual territorio de Siberia. Este kanato se extendía por la cuenca del río Obi y llegaba hasta el río Yeniséi. Al mando de las tropas estaba el cosaco Yermak Timoféyevich. Tras veintisiete años, y presionado internamente por el clero y los boyardos, perdió la guerra con Livonia y se vio obligado a entregar a Suecia las regiones de Ingria y Carelia Meridional y devolverle a Polonia la región de Livonia.
Iván IV murió la mañana del 18 de marzo de 1584, cuando se disponía a jugar una partida de ajedrez. Sus restos fueron enterrados en la Catedral del Arcángel Miguel del Kremlin de Moscú. Lo sucedió en el trono su hijo menor Teodoro I de Rusia, quien fue un títere en manos de los boyardos debido a su falta de carácter y a su escasa inteligencia.

## Legado

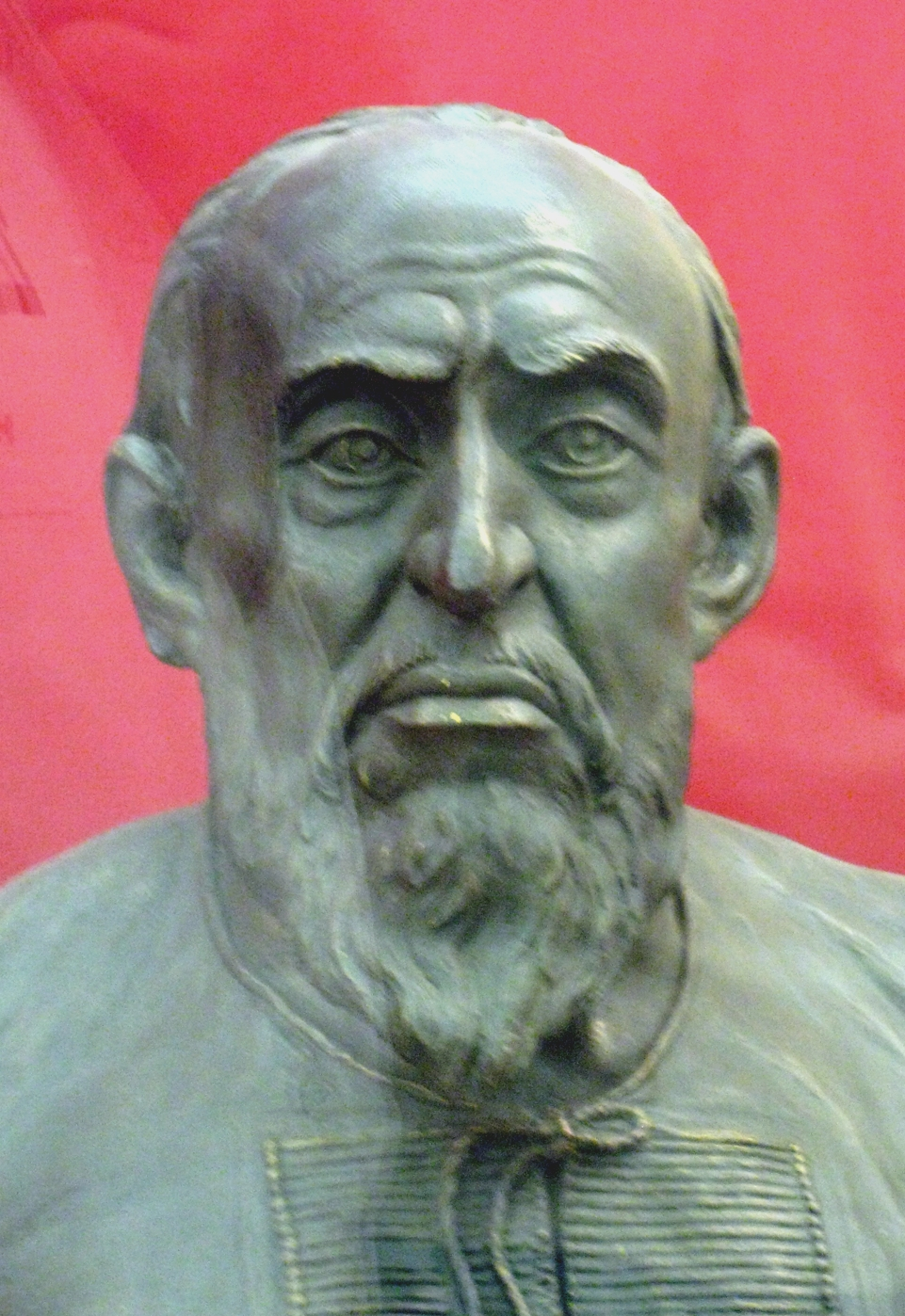
Reconstrucción del rostro de Iván el Terrible, realizada por Mijaíl Guerásimov.

En los siglos posteriores a la muerte de Iván, los historiadores han desarrollado distintas teorías al fin de comprender su reinado. No se puede negar que Iván el Terrible cambió la historia rusa, y su legado político y social aún persiste en la estructura del gobierno nacional.
Podría decirse que el legado más grande fueron los cambios políticos que promulgó sobre toda Rusia. En palabras del historiador Aleksandr Yánov: "Los orígenes de la estructura política rusa provienen de Iván el Terrible. La revolución política de Iván fue más allá en el progreso de alterar la estructura política de ese entonces. La creación de la Opríchnina (algo totalmente nuevo) fue una ruptura con el antiguo régimen que sirvió para quitarle poderío a la clase boyarda y crear un estado más centralizado y menos oligárquico".
Parte de esa revolución incluyó cambios políticos a nivel ciudadano. Y a pesar de las antirreformas que tuvieron lugar después de la muerte de Iván, sus cambios políticos resultaron ser duraderos a través de la historia.
El legado de Iván también perdura en el ámbito militar. Las expansiones en Reino de Polonia, el mar Caspio y Siberia se prolongaron hasta el siglo XX. Las conquistas de Iván también repercutieron en conflictos con el Imperio otomano por el control sobre el mar Negro y la península de Crimea, que siguieron durante el gobierno zarista a través de los siglos.
Por el contrario, el legado económico de Iván fue desastroso, lo que llevó al fin de la dinastía Rúrika y del dominio Moscovita. Iván el Terrible heredó un estado endeudado, y las campañas no ayudaron. En un esfuerzo por más recaudación, Iván creó una serie de leyes impositivas que resultaron inútiles. Además, las guerras sucesivas drenaron la nación de dinero, así como de hombres y recursos.
En 1922, el historiador Robert Wipper escribió una biografía que revaluaba a Iván como un monarca "que amaba a la gente común" y elogiaba sus reformas agrarias.
El líder soviético Iósif Stalin, que había leído la biografía de Wipper, había decidido que los historiadores soviéticos deberían elogiar el papel de líderes fuertes, como Iván, Alejandro Nevski y Pedro el Grande, que habían fortalecido y ampliado Rusia.
En la actualidad, existe un movimiento polémico que ha solicitado repetidamente a la iglesia ortodoxa rusa la canonización de Ivan IV. La discusión sobre su posible canonización llegó a su auge en 2003, cuando la comisión para la canonización de los santos de la iglesia ortodoxa aceptó tratar el tema junto al caso de Grigori Rasputín. Finalmente, en 2006, la Iglesia ortodoxa rusa manifestó su rechazo hacia cualquier intento de canonización de Ivan IV, y amenazó con excomulgar a cualquier líder que se manifieste a favor.

## Matrimonios
Iván el Terrible tuvo ocho esposas o novias, pese a que la Iglesia Ortodoxa Rusa permitía solo tres matrimonios:
- Anastasia Románovna Zajárina (Анастаси́я Рома́новна Заха́рьина), fue la primera esposa del zar Iván IV de Rusia, el Terrible. Hija del boyardo Román Zajarin, el cual le dio nombre a la dinastía monárquica de los Románov. El matrimonio se celebró el 3 de febrero de 1547 en la Catedral de la Anunciación. Tuvieron seis hijos: Ana, María, Dmitri, Iván, Eudoxia y Teodoro I.
- María Temriúkovna (Мари́я Темрюко́вна), hija de una noble circasiana, con la que tuvo otro hijo (Vasili, nacido el 21 de marzo de 1563 y fallecido el 3 de mayo de 1563), que sobrevivió solo cinco semanas. Ella murió posiblemente envenenada poco después.
- Marfa Vasílievna Sobákina (Ма́рфа Васи́льевна Соба́кина), encontrada muerta 16 días después del casamiento (el 28 de octubre de 1571), también posiblemente envenenada.
- Ana Ivánovna Koltóvskaya (А́нна Ива́новна Колто́вская), mujer plebeya (casada con Iván el 28 de abril de 1572), la cual fue encerrada en un convento dos años después.
- Ana Grigórievna Vasílchikova (А́нна Григóрьевна Васи́льчикова), casada con Iván en 1575, fue encerrada también en un convento menos de un año después.
- Vasilisa Meléntieva (Васили́са Меле́нтьева), su sexta esposa (casada con Iván en 1579), tomó un amante, el cual fue bestialmente empalado tras el adulterio; ella fue encerrada en un convento.
- María Dolgorúkaya (Мари́я Долгору́кая), su séptima novia, que no fue hallada virgen por Iván y ahogada al día siguiente.
- María Fiódorovna Nagaya (Мари́я Фёдоровна Нага́я), hija de un okólnichi. Tuvo un hijo también llamado Demetrio (ruso Дми́трий, 1580).

## Obra literaria
El soberano Iván IV de Rusia fue además un escritor notable. Su obra más destacada es Epístolas al príncipe Andréi Kurbski. Este personaje había desertado durante la Guerra Livona al Gran Ducado de Lituania y acusaba a Iván IV de ser un tirano en varias epístolas que dirigió a su exsoberano. Iván IV le respondió que los enemigos auténticos del Estado eran los boyardos, que intentaban dividir el Zarato moscovita en pequeños principados. La polémica se prolongó durante dos décadas, pero Iván IV también dejó escrita su opinión sobre el estilo de la lengua escrita en este periodo y compuso además algunos poemas y cánones musicales de tema eclesiástico.

## Iván el Terrible en el arte y la cultura popular

### Óperas
- Borís Godunov, de Modest Músorgski.

- La dama de Pskov, de Nikolái Rimski-Kórsakov.

- La novia del zar, de Nikolái Rimski-Kórsakov.

### En el cine
- El hombre de las figuras de cera, película alemana de 1924 emitida en episodios y dirigida por Paul Leni. En el segundo de los episodios se presenta una versión muy novelesca de la vida de Iván el Terrible, interpretado por Conrad Veidt.

- Iván el Terrible, película protagonizada por Nikolái Cherkásov y dirigida por Serguéi Eisenstéin; en 1944 se estrenó la primera parte y en 1958 la segunda parte. La música del filme estuvo a cargo de Serguéi Prokófiev.[26][27]

- En el año 2009, Iván el Terrible apareció en la película Night at the Museum: Battle of the Smithsonian, como uno de los antagonistas, interpretado por Christopher Guest.

- Tsar (2009), película de Pável Lunguín.[28]

### Videojuegos
- En Age of Empires III (2003), es un personaje jugable con la civilización rusa.

## Ancestros
| \| \| \| \| \| \| \| \| \| \| \| \| \| \| \| \| \| \| \| \| 16. Gran Príncipe Basilio I de Moscú \| \| \| \| \| \| \| \| \| \| \| \| \| \| \| \| \| \| \| \| \| \| \| \| \| \| \| \| \| \| \| \| \| \| \| \| \| \| \| \| \| \| \| \| \| \| \| \| \| \| \| \| \| \| 8. Gran Príncipe Basilio II de Moscú \| \| \| \| \| \| \| \| \| \| \| \| \| \| \| \| \| \| \| \| \| \| \| \| \| \| \| \| \| \| \| \| \| \| \| \| \| \| \| \| \| \| \| \| \| \| \| \| \| \| \| \| \| \| 17. Princesa Sofía de Lituania \| \| \| \| \| \| \| \| \| \| \| \| \| \| \| \| \| \| \| \| \| \| \| \| \| \| \| \| \| \| \| \| \| \| \| \| \| \| \| \| \| \| \| \| \| \| \| \| \| \| \| \| \| \| 4. Gran Príncipe Iván III de Moscú \| \| \| \| \| \| \| \| \| \| \| \| \| \| \| \| \| \| \| \| \| \| \| \| \| \| \| \| \| \| \| \| \| \| \| \| \| \| \| \| \| \| \| \| \| \| \| \| \| \| \| \| \| \| 18. Príncipe Yaroslav Vladímirovich de Bórovsk \| \| \| \| \| \| \| \| \| \| \| \| \| \| \| \| \| \| \| \| \| \| \| \| \| \| \| \| \| \| \| \| \| \| \| \| \| \| \| \| \| \| \| \| \| \| \| \| \| \| \| \| \| \| 9. Princesa María Yaroslavna de Bórovsk \| \| \| \| \| \| \| \| \| \| \| \| \| \| \| \| \| \| \| \| \| \| \| \| \| \| \| \| \| \| \| \| \| \| \| \| \| \| \| \| \| \| \| \| \| \| \| \| \| \| \| \| \| \| 19. Princesa María Fiódorovna Goltiáieva \| \| \| \| \| \| \| \| \| \| \| \| \| \| \| \| \| \| \| \| \| \| \| \| \| \| \| \| \| \| \| \| \| \| \| \| \| \| \| \| \| \| \| \| \| \| \| \| \| \| \| \| \| \| 2. Gran Príncipe Basilio III de Moscú \| \| \| \| \| \| \| \| \| \| \| \| \| \| \| \| \| \| \| \| \| \| \| \| \| \| \| \| \| \| \| \| \| \| \| \| \| \| \| \| \| \| \| \| \| \| \| \| \| \| \| \| \| \| 20. Emperador Manuel II Paleólogo del Imperio Griego \| \| \| \| \| \| \| \| \| \| \| \| \| \| \| \| \| \| \| \| \| \| \| \| \| \| \| \| \| \| \| \| \| \| \| \| \| \| \| \| \| \| \| \| \| \| \| \| \| \| \| \| \| \| 10. Príncipe Tomás Paleólogo \| \| \| \| \| \| \| \| \| \| \| \| \| \| \| \| \| \| \| \| \| \| \| \| \| \| \| \| \| \| \| \| \| \| \| \| \| \| \| \| \| \| \| \| \| \| \| \| \| \| \| \| \| \| 21. Emperatriz Helena Dragaš \| \| \| \| \| \| \| \| \| \| \| \| \| \| \| \| \| \| \| \| \| \| \| \| \| \| \| \| \| \| \| \| \| \| \| \| \| \| \| \| \| \| \| \| \| \| \| \| \| \| \| \| \| \| 5. Princesa Sofía Paleóloga del Imperio Griego \| \| \| \| \| \| \| \| \| \| \| \| \| \| \| \| \| \| \| \| \| \| \| \| \| \| \| \| \| \| \| \| \| \| \| \| \| \| \| \| \| \| \| \| \| \| \| \| \| \| \| \| \| \| 22. Príncipe Centurione II Zaccaria d'Acaya \| \| \| \| \| \| \| \| \| \| \| \| \| \| \| \| \| \| \| \| \| \| \| \| \| \| \| \| \| \| \| \| \| \| \| \| \| \| \| \| \| \| \| \| \| \| \| \| \| \| \| \| \| \| 11. Princesa Catherine A de Acaya \| \| \| \| \| \| \| \| \| \| \| \| \| \| \| \| \| \| \| \| \| \| \| \| \| \| \| \| \| \| \| \| \| \| \| \| \| \| \| \| \| \| \| \| \| \| \| \| \| \| \| \| \| \| 23. Princesa Creusa Tocco de Zante \| \| \| \| \| \| \| \| \| \| \| \| \| \| \| \| \| \| \| \| \| \| \| \| \| \| \| \| \| \| \| \| \| \| \| \| \| \| \| \| \| \| \| \| \| \| \| \| \| \| \| \| \| \| 1. Zar Iván IV de Rusia, Kazan y Siberia \| \| \| \| \| \| \| \| \| \| \| \| \| \| \| \| \| \| \| \| \| \| \| \| \| \| \| \| \| \| \| \| \| \| \| \| \| \| \| \| \| \| \| \| \| \| \| \| \| \| \| \| \| \| 24. Príncipe Borís Ivánovich Glinski \| \| \| \| \| \| \| \| \| \| \| \| \| \| \| \| \| \| \| \| \| \| \| \| \| \| \| \| \| \| \| \| \| \| \| \| \| \| \| \| \| \| \| \| \| \| \| \| \| \| \| \| \| \| 12. Príncipe Lev Borísovich Glinski \| \| \| \| \| \| \| \| \| \| \| \| \| \| \| \| \| \| \| \| \| \| \| \| \| \| \| \| \| \| \| \| \| \| \| \| \| \| \| \| \| \| \| \| \| \| \| \| \| \| \| \| \| \| 25. Princesa Esmanovna Glinskava \| \| \| \| \| \| \| \| \| \| \| \| \| \| \| \| \| \| \| \| \| \| \| \| \| \| \| \| \| \| \| \| \| \| \| \| \| \| \| \| \| \| \| \| \| \| \| \| \| \| \| \| \| \| 6. Príncipe Basilio Lvóvich Glinski \| \| \| \| \| \| \| \| \| \| \| \| \| \| \| \| \| \| \| \| \| \| \| \| \| \| \| \| \| \| \| \| \| \| \| \| \| \| \| \| \| \| \| \| \| \| \| \| \| \| \| \| \| \| 26. Boyardo Esman Dunin &t Germ \| \| \| \| \| \| \| \| \| \| \| \| \| \| \| \| \| \| \| \| \| \| \| \| \| \| \| \| \| \| \| \| \| \| \| \| \| \| \| \| \| \| \| \| \| \| \| \| \| \| \| \| \| \| 13. Princesa ¿Elena? Esmanovna \| \| \| \| \| \| \| \| \| \| \| \| \| \| \| \| \| \| \| \| \| \| \| \| \| \| \| \| \| \| \| \| \| \| \| \| \| \| \| \| \| \| \| \| \| \| \| \| \| \| \| \| \| \| 27. Boyarda Raievsky Teresa I \| \| \| \| \| \| \| \| \| \| \| \| \| \| \| \| \| \| \| \| \| \| \| \| \| \| \| \| \| \| \| \| \| \| \| \| \| \| \| \| \| \| \| \| \| \| \| \| \| \| \| \| \| \| 3. Princesa Elena Vasílievna Glínskaya \| \| \| \| \| \| \| \| \| \| \| \| \| \| \| \| \| \| \| \| \| \| \| \| \| \| \| \| \| \| \| \| \| \| \| \| \| \| \| \| \| \| \| \| \| \| \| \| \| \| \| \| \| \| 28. Voivoda Jaksa Brežičić \| \| \| \| \| \| \| \| \| \| \| \| \| \| \| \| \| \| \| \| \| \| \| \| \| \| \| \| \| \| \| \| \| \| \| \| \| \| \| \| \| \| \| \| \| \| \| \| \| \| \| \| \| \| 14. Príncipe Stefan Jaksic Romano \| \| \| \| \| \| \| \| \| \| \| \| \| \| \| \| \| \| \| \| \| \| \| \| \| \| \| \| \| \| \| \| \| \| \| \| \| \| \| \| \| \| \| \| \| \| \| \| \| \| \| \| \| \| 29. Voivoda Brežičić \| \| \| \| \| \| \| \| \| \| \| \| \| \| \| \| \| \| \| \| \| \| \| \| \| \| \| \| \| \| \| \| \| \| \| \| \| \| \| \| \| \| \| \| \| \| \| \| \| \| \| \| \| \| 7. Princesa Ana de Jakšić \| \| \| \| \| \| \| \| \| \| \| \| \| \| \| \| \| \| \| \| \| \| \| \| \| \| \| \| \| \| \| \| \| \| \| \| \| \| \| \| \| \| \| \| \| \| \| \| \| \| \| \| \| \| 30. Voivoda Milos Belmužević \| \| \| \| \| \| \| \| \| \| \| \| \| \| \| \| \| \| \| \| \| \| \| \| \| \| \| \| \| \| \| \| \| \| \| \| \| \| \| \| \| \| \| \| \| \| \| \| \| \| \| \| \| \| 15. Princesa Milica Belmžević \| \| \| \| \| \| \| \| \| \| \| \| \| \| \| \| \| \| \| \| \| \| \| \| \| \| \| \| \| \| \| \| \| \| \| \| \| \| \| \| \| \| \| \| \| \| \| \| \| \| \| \| \| \| 31. Voivoda Olivera Belmužević \| \| \| \| \| \| \| \| \| \| \| \| \| \| \| \| \| \| \| \| \| \| \| \| \| \| \| \| \| \| \| \| \| \| \| \| \| \| \| \| \| \| \| \| \| \| \| \| \| \| \| \| |                                                      |  |  |  |  |  |  |  |  |  |  |  |  |  |  |  |
| |                                                      |  |  |  |  |  |  |  |  |  |  |  |  |  |  |  |
| | 16. Gran Príncipe Basilio I de Moscú                 |  |  |  |  |  |  |  |  |  |  |  |  |  |  |  |
| |                                                      |  |  |  |  |  |  |  |  |  |  |  |  |  |  |  |
| |                                                      |  |  |  |  |  |  |  |  |  |  |  |  |  |  |  |
| | 8. Gran Príncipe Basilio II de Moscú                 |  |  |  |  |  |  |  |  |  |  |  |  |  |  |  |
| |                                                      |  |  |  |  |  |  |  |  |  |  |  |  |  |  |  |
| |                                                      |  |  |  |  |  |  |  |  |  |  |  |  |  |  |  |
| | 17. Princesa Sofía de Lituania                       |  |  |  |  |  |  |  |  |  |  |  |  |  |  |  |
| |                                                      |  |  |  |  |  |  |  |  |  |  |  |  |  |  |  |
| |                                                      |  |  |  |  |  |  |  |  |  |  |  |  |  |  |  |
| | 4. Gran Príncipe Iván III de Moscú                   |  |  |  |  |  |  |  |  |  |  |  |  |  |  |  |
| |                                                      |  |  |  |  |  |  |  |  |  |  |  |  |  |  |  |
| |                                                      |  |  |  |  |  |  |  |  |  |  |  |  |  |  |  |
| | 18. Príncipe Yaroslav Vladímirovich de Bórovsk       |  |  |  |  |  |  |  |  |  |  |  |  |  |  |  |
| |                                                      |  |  |  |  |  |  |  |  |  |  |  |  |  |  |  |
| |                                                      |  |  |  |  |  |  |  |  |  |  |  |  |  |  |  |
| | 9. Princesa María Yaroslavna de Bórovsk              |  |  |  |  |  |  |  |  |  |  |  |  |  |  |  |
| |                                                      |  |  |  |  |  |  |  |  |  |  |  |  |  |  |  |
| |                                                      |  |  |  |  |  |  |  |  |  |  |  |  |  |  |  |
| | 19. Princesa María Fiódorovna Goltiáieva             |  |  |  |  |  |  |  |  |  |  |  |  |  |  |  |
| |                                                      |  |  |  |  |  |  |  |  |  |  |  |  |  |  |  |
| |                                                      |  |  |  |  |  |  |  |  |  |  |  |  |  |  |  |
| | 2. Gran Príncipe Basilio III de Moscú                |  |  |  |  |  |  |  |  |  |  |  |  |  |  |  |
| |                                                      |  |  |  |  |  |  |  |  |  |  |  |  |  |  |  |
| |                                                      |  |  |  |  |  |  |  |  |  |  |  |  |  |  |  |
| | 20. Emperador Manuel II Paleólogo del Imperio Griego |  |  |  |  |  |  |  |  |  |  |  |  |  |  |  |
| |                                                      |  |  |  |  |  |  |  |  |  |  |  |  |  |  |  |
| |                                                      |  |  |  |  |  |  |  |  |  |  |  |  |  |  |  |
| | 10. Príncipe Tomás Paleólogo                         |  |  |  |  |  |  |  |  |  |  |  |  |  |  |  |
| |                                                      |  |  |  |  |  |  |  |  |  |  |  |  |  |  |  |
| |                                                      |  |  |  |  |  |  |  |  |  |  |  |  |  |  |  |
| | 21. Emperatriz Helena Dragaš                         |  |  |  |  |  |  |  |  |  |  |  |  |  |  |  |
| |                                                      |  |  |  |  |  |  |  |  |  |  |  |  |  |  |  |
| |                                                      |  |  |  |  |  |  |  |  |  |  |  |  |  |  |  |
| | 5. Princesa Sofía Paleóloga del Imperio Griego       |  |  |  |  |  |  |  |  |  |  |  |  |  |  |  |
| |                                                      |  |  |  |  |  |  |  |  |  |  |  |  |  |  |  |
| |                                                      |  |  |  |  |  |  |  |  |  |  |  |  |  |  |  |
| | 22. Príncipe Centurione II Zaccaria d'Acaya          |  |  |  |  |  |  |  |  |  |  |  |  |  |  |  |
| |                                                      |  |  |  |  |  |  |  |  |  |  |  |  |  |  |  |
| |                                                      |  |  |  |  |  |  |  |  |  |  |  |  |  |  |  |
| | 11. Princesa Catherine A de Acaya                    |  |  |  |  |  |  |  |  |  |  |  |  |  |  |  |
| |                                                      |  |  |  |  |  |  |  |  |  |  |  |  |  |  |  |
| |                                                      |  |  |  |  |  |  |  |  |  |  |  |  |  |  |  |
| | 23. Princesa Creusa Tocco de Zante                   |  |  |  |  |  |  |  |  |  |  |  |  |  |  |  |
| |                                                      |  |  |  |  |  |  |  |  |  |  |  |  |  |  |  |
| |                                                      |  |  |  |  |  |  |  |  |  |  |  |  |  |  |  |
| | 1. Zar Iván IV de Rusia, Kazan y Siberia             |  |  |  |  |  |  |  |  |  |  |  |  |  |  |  |
| |                                                      |  |  |  |  |  |  |  |  |  |  |  |  |  |  |  |
| |                                                      |  |  |  |  |  |  |  |  |  |  |  |  |  |  |  |
| | 24. Príncipe Borís Ivánovich Glinski                 |  |  |  |  |  |  |  |  |  |  |  |  |  |  |  |
| |                                                      |  |  |  |  |  |  |  |  |  |  |  |  |  |  |  |
| |                                                      |  |  |  |  |  |  |  |  |  |  |  |  |  |  |  |
| | 12. Príncipe Lev Borísovich Glinski                  |  |  |  |  |  |  |  |  |  |  |  |  |  |  |  |
| |                                                      |  |  |  |  |  |  |  |  |  |  |  |  |  |  |  |
| |                                                      |  |  |  |  |  |  |  |  |  |  |  |  |  |  |  |
| | 25. Princesa Esmanovna Glinskava                     |  |  |  |  |  |  |  |  |  |  |  |  |  |  |  |
| |                                                      |  |  |  |  |  |  |  |  |  |  |  |  |  |  |  |
| |                                                      |  |  |  |  |  |  |  |  |  |  |  |  |  |  |  |
| | 6. Príncipe Basilio Lvóvich Glinski                  |  |  |  |  |  |  |  |  |  |  |  |  |  |  |  |
| |                                                      |  |  |  |  |  |  |  |  |  |  |  |  |  |  |  |
| |                                                      |  |  |  |  |  |  |  |  |  |  |  |  |  |  |  |
| | 26. Boyardo Esman Dunin &t Germ                      |  |  |  |  |  |  |  |  |  |  |  |  |  |  |  |
| |                                                      |  |  |  |  |  |  |  |  |  |  |  |  |  |  |  |
| |                                                      |  |  |  |  |  |  |  |  |  |  |  |  |  |  |  |
| | 13. Princesa ¿Elena? Esmanovna                       |  |  |  |  |  |  |  |  |  |  |  |  |  |  |  |
| |                                                      |  |  |  |  |  |  |  |  |  |  |  |  |  |  |  |
| |                                                      |  |  |  |  |  |  |  |  |  |  |  |  |  |  |  |
| | 27. Boyarda Raievsky Teresa I                        |  |  |  |  |  |  |  |  |  |  |  |  |  |  |  |
| |                                                      |  |  |  |  |  |  |  |  |  |  |  |  |  |  |  |
| |                                                      |  |  |  |  |  |  |  |  |  |  |  |  |  |  |  |
| | 3. Princesa Elena Vasílievna Glínskaya               |  |  |  |  |  |  |  |  |  |  |  |  |  |  |  |
| |                                                      |  |  |  |  |  |  |  |  |  |  |  |  |  |  |  |
| |                                                      |  |  |  |  |  |  |  |  |  |  |  |  |  |  |  |
| | 28. Voivoda Jaksa Brežičić                           |  |  |  |  |  |  |  |  |  |  |  |  |  |  |  |
| |                                                      |  |  |  |  |  |  |  |  |  |  |  |  |  |  |  |
| |                                                      |  |  |  |  |  |  |  |  |  |  |  |  |  |  |  |
| | 14. Príncipe Stefan Jaksic Romano                    |  |  |  |  |  |  |  |  |  |  |  |  |  |  |  |
| |                                                      |  |  |  |  |  |  |  |  |  |  |  |  |  |  |  |
| |                                                      |  |  |  |  |  |  |  |  |  |  |  |  |  |  |  |
| | 29. Voivoda Brežičić                                 |  |  |  |  |  |  |  |  |  |  |  |  |  |  |  |
| |                                                      |  |  |  |  |  |  |  |  |  |  |  |  |  |  |  |
| |                                                      |  |  |  |  |  |  |  |  |  |  |  |  |  |  |  |
| | 7. Princesa Ana de Jakšić                            |  |  |  |  |  |  |  |  |  |  |  |  |  |  |  |
| |                                                      |  |  |  |  |  |  |  |  |  |  |  |  |  |  |  |
| |                                                      |  |  |  |  |  |  |  |  |  |  |  |  |  |  |  |
| | 30. Voivoda Milos Belmužević                         |  |  |  |  |  |  |  |  |  |  |  |  |  |  |  |
| |                                                      |  |  |  |  |  |  |  |  |  |  |  |  |  |  |  |
| |                                                      |  |  |  |  |  |  |  |  |  |  |  |  |  |  |  |
| | 15. Princesa Milica Belmžević                        |  |  |  |  |  |  |  |  |  |  |  |  |  |  |  |
| |                                                      |  |  |  |  |  |  |  |  |  |  |  |  |  |  |  |
| |                                                      |  |  |  |  |  |  |  |  |  |  |  |  |  |  |  |
| | 31. Voivoda Olivera Belmužević                       |  |  |  |  |  |  |  |  |  |  |  |  |  |  |  |
| |                                                      |  |  |  |  |  |  |  |  |  |  |  |  |  |  |  |
| |                                                      |  |  |  |  |  |  |  |  |  |  |  |  |  |  |  |

| Predecesor: Basilio III | Príncipe de Moscovia 1533-1547 | Sucesor: Se convirtió en Zar |
| Predecesor: —           | Zar de Rusia 1547-1584         | Sucesor: Teodoro I           |